# Институт химической кинетики и горения СО РАН
Институт химической кинетики и горения им В. В. Воеводского СО РАН (ИХКГ СО РАН) — институт Сибирского отделения РАН. ИХКГ был создан по решению Президиума Академии наук СССР № 469 от 21 июня 1957 года для проведения фундаментальных и прикладных научных исследований в области химической физики и смежных наук.
В настоящее время официально утверждёнными научными направлениями Института являются:
- изучение кинетики элементарных процессов и механизмов химических превращений с использованием и разработкой теоретических и экспериментальных физических методов исследований;
- структура и динамика химических и биологических систем на молекулярном, супрамолекулярном и микроскопическом уровнях, взаимосвязь с химической реакционной способностью и функциональными свойствами;
- механизмы горения в газовой и конденсированной фазах, процессы образования и распространения аэрозолей;
- экологическая химия.

## История
В 1958 году в состав ИХКГ вошли 3 лаборатории: Конденсированных систем, Турбулентного горения, Элементов парогазовых установок. Территориально лаборатории располагались в Москве. В январе 1961 года основная группа сотрудников лаборатории Механизмов цепных и радикальных реакций приехала из Института химической физики АН СССР. Остальные сотрудники уже жили и работали в Новосибирске.
В 2012 Постановлением Президиума РАН институту было присвоено имя академика Владислава Владиславовича Воеводского.

## Директора
Первым директором ИХКГ стал А. А. Ковальский.
С 1971 по 1993 год — академик Ю. Н. Молин.
С 1993 по 2003 год — академик Ю. Д. Цветков.
С 2003 год по 2013 год — д.ф.-м.н., профессор С. А. Дзюба.
C 2013 года по 2018 год — д.ф.-м.н., Багрянский Виктор Андреевич
С 2018 года — д.х.н., Онищук Андрей Александрович

## Сотрудники института

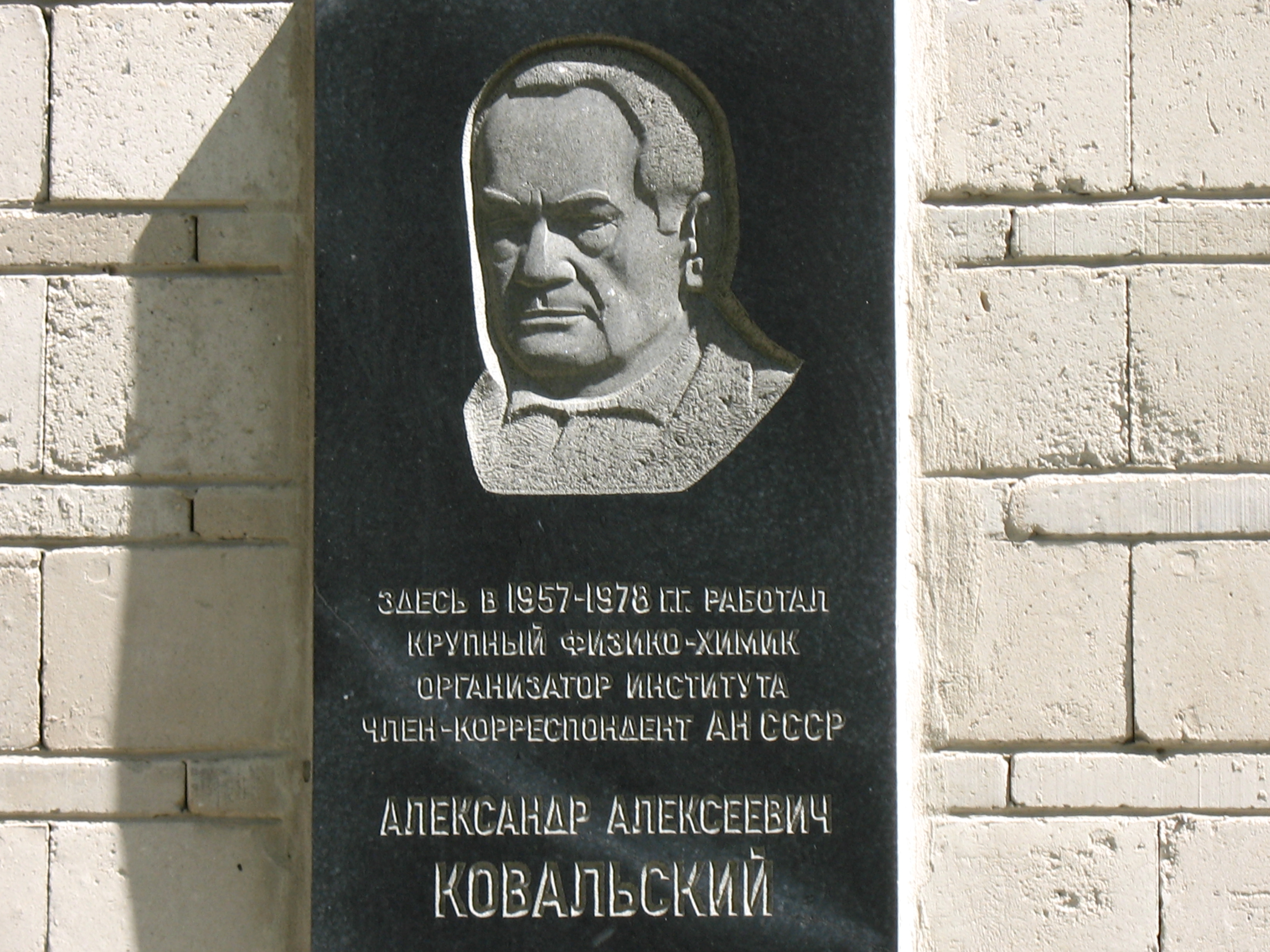
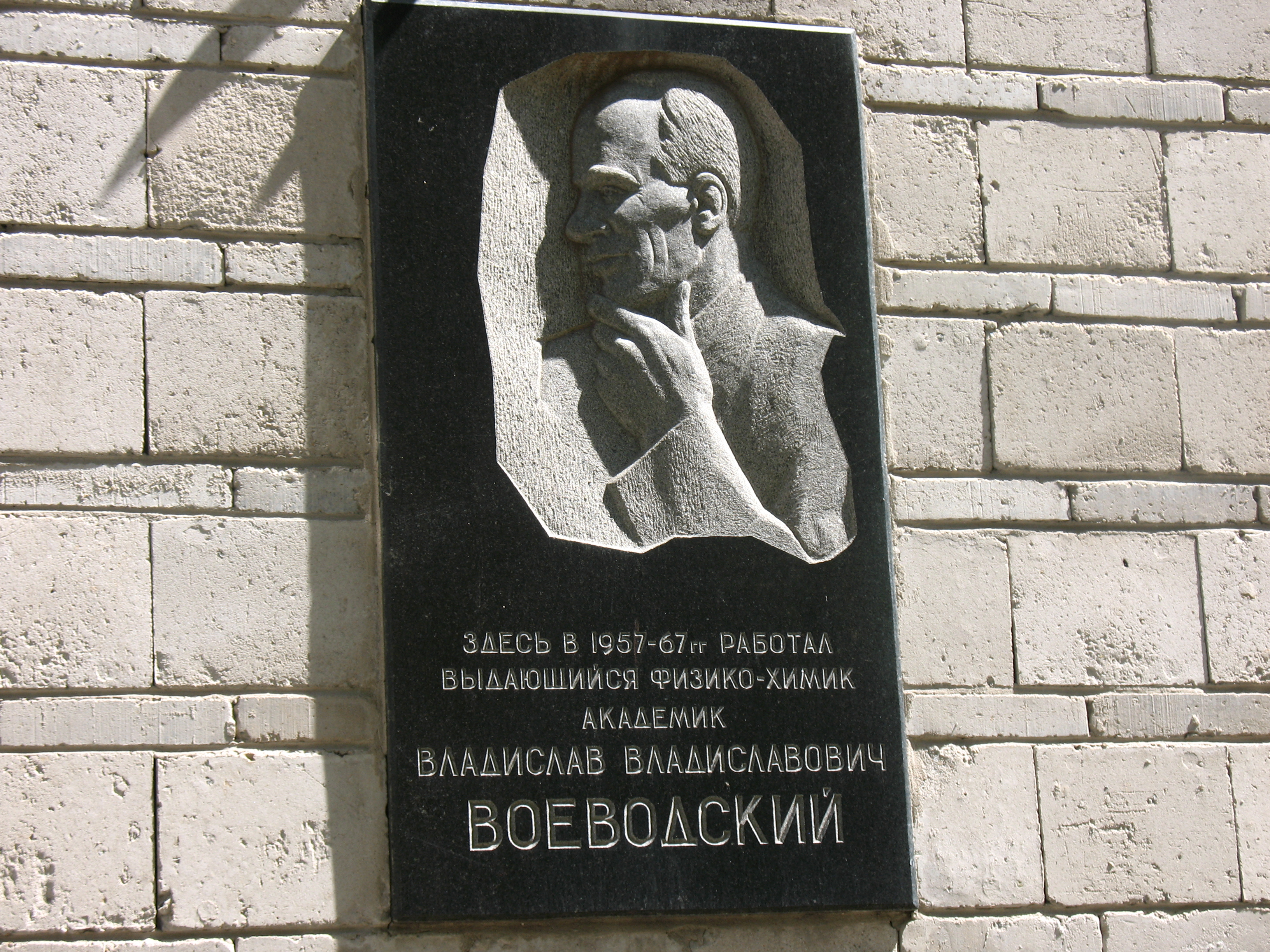

- 1958—1978 — член-корр. АН СССР А. А. Ковальский
- 1959—1967 — академик В. В. Воеводский
- 1963—1975, с 2020 по н/в — академик В. В. Болдырев
- 1963—1988 — член-корр. РАН К. М. Салихов
- 1965—1993 — академик Р. З. Сагдеев
- 1969—1975 — член-корр. РАН Н. З. Ляхов

## Награды сотрудников
- В 1994 году Государственная премия РФ присуждена В. В. Храмцову за цикл работ «Нитроксильные радикалы имидазолина» (совместно с группой ученых из НИОХ СО РАН и МТЦ СО РАН).
- В 1988 году Государственная премия СССР присуждена Ю. Д. Цветкову, С. А. Дзюбе, А. Д. Милову, А. М. Райцимрингу, С. А. Диканову за цикл работ «Развитие методов ЭПР высокого разрешения» (совместно с сотрудниками ИХФ РАН).
- В 1986 году Ленинская премия присуждена Ю. Н. Молину, Р. З. Сагдееву, К. М. Салихову и др. за цикл работ «Магнитно-спиновые эффекты в химических реакциях» (совместно с сотрудниками ИХФ РАН).
- В 1985 году Премия Совета Министров СССР присуждена К. П. Куценогому «За создание эффективных химических средств с уменьшенным содержанием серебра, организацию крупносерийного производства и широкое внедрение их для защиты от града сельскохозяйственных культур»
- В 1968 году Государственная премия СССР присуждена В. В. Воеводскому за цикл работ «Физика и химия элементарных химических процессов»